# My Road
「My Road」（マイ･ロード）は、平原綾香の27枚目のシングル。 2011年11月2日にドリーミュージックから発売された。

## 解説
カップリングの「結晶」は、「少しでも、歌でみんなの心に寄り添っていきたい」という思いをプロデューサーの新田和長と作詞家の松井五郎に伝えて完成した曲である。
表題曲は「大切なひとを守りたい」をテーマにして作られた。

## 収録曲
（全作詞：松井五郎）
1. My Road [4:40]
作曲：堀向彦輝、編曲：坂本昌之
  - 横浜ゴム「アイスガード トリプルプラス」CMソング
2. 結晶 [5:03]
作曲・編曲：内山肇
  - TBS系「全日本実業団女子駅伝2011」テーマソング
  - 東京エレクトロンCMソング
3. My Road（Vocal-less Track）
4. 結晶（Vocal-less Track）

## 収録アルバム
My Road
- 『ドキッ!』

結晶
- 『ドキッ!』